# نئونلی
نئونلی (به ایتالیایی: Neoneli) یک کومونه در ایتالیا است که در استان اریستانو واقع شده‌است. نئونلی ۴۷٫۹ کیلومتر مربع مساحت و ۷۱۷ نفر جمعیت دارد و ۵۵۴ متر بالاتر از سطح دریا واقع شده‌است.